# Philip McBride

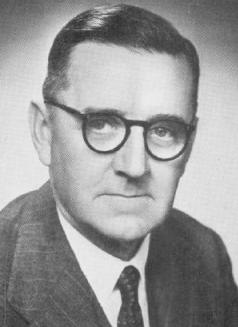
Imagem de Philip McBride

Sir Philip Albert Martin McBride KCMG PC (18 de junho de 1892 - 14 de julho de 1982) foi um político australiano. Ele foi membro do partido United Australia da Câmara dos Representantes da Austrália para Gray de 1931 a 1937 e do Senado australiano de 1937 a 1944, e membro do Partido Liberal da Austrália da Câmara dos Representantes de Wakefield de 1946 a 1958. Ele serviu como ministro em ambos os governos de Robert Menzies, como Ministro do Exército e Ministro da Repatriação em 1940, Ministro do Abastecimento e Desenvolvimento e Ministro das Munições de 1940 a 1941, Ministro do Interior de 1949 a 1950 e Ministro da Defesa de 1950 a 1958.